# ماكسويل غراي
ماكسويل غراي (بالإنجليزية: Maxwell Gray)‏ (11 ديسمبر 1846 في المملكة المتحدة - 21 سبتمبر 1923 في المملكة المتحدة)؛ كاتِبة، شاعرة وروائية بريطانية.